# 普林斯顿大学诺贝尔奖得主列表

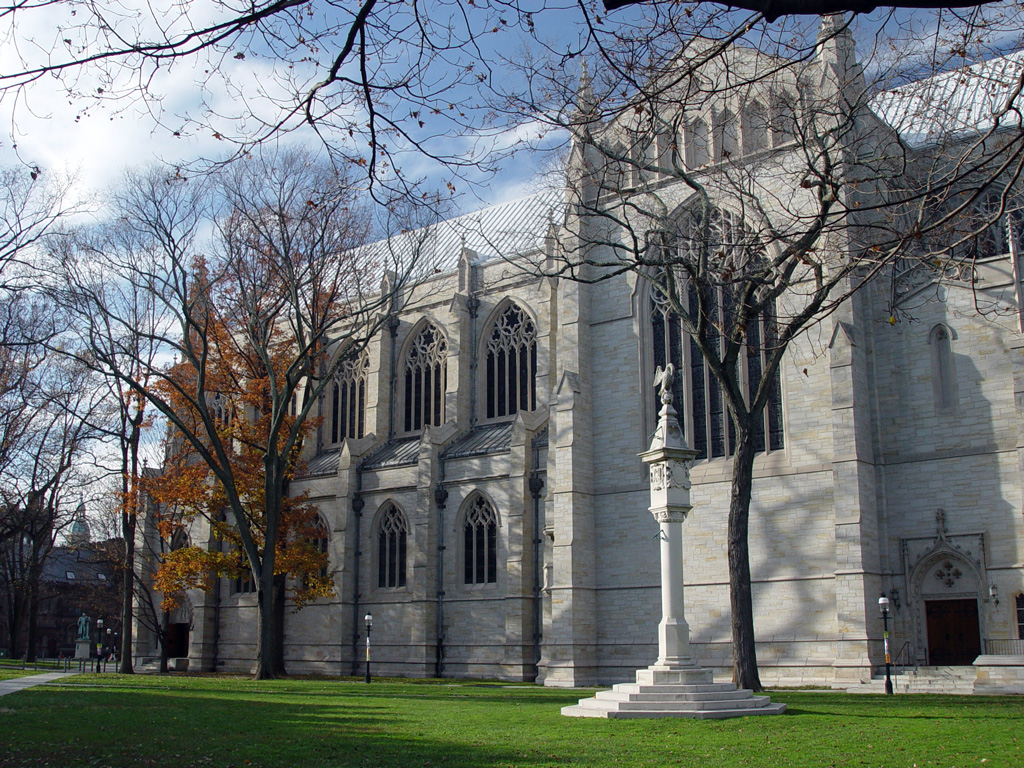
一共有36位诺贝尔奖和主和普林斯顿大学存在某种程度的关联，图为该校的礼拜堂

诺贝尔奖由瑞典皇家科学院、瑞典学院、卡罗琳学院和挪威诺贝尔委员会每年颁发一次，分别授予在化学、物理学、文学、和平、生理学或医学和经济学领域作出杰出贡献的人士。除经济学奖外，其他五个奖项都是于1895年根据阿尔弗雷德·诺贝尔的遗嘱设立，这五个奖项也就都是由诺贝尔基金会进行管理。诺贝尔经济学奖又名“瑞典国家银行纪念阿尔弗雷德·诺贝尔经济学奖”，由瑞典中央银行于1968年设立，旨在奖励在经济学领域作出杰出贡献的人士。每个奖都是由独立的委员会颁发，瑞典皇家科学院颁奖物理学、化学和经济学奖，瑞典学院颁奖文学奖，卡罗琳学院颁奖生理学或医学奖，挪威诺贝尔委员会颁奖和平奖。每位获奖者都将获得一枚奖牌，一份证书以及不同数额的奖金。1901年，首批诺贝尔奖获得者拿到了15万零782瑞典克朗的奖金，相当于2007年12月的773万1004瑞典克朗。2008年，获奖者的奖金数额为一千万瑞典克朗。除和平奖是在奥斯陆颁发外，另外五个奖都是在斯德哥尔摩举行的仪式上颁发，颁奖日期为每年的12月10日，这天是诺贝尔的忌日。
2008年10月时，普林斯顿大学有11位在职教师或研究人员是诺贝尔奖得主。截至2021年，累计有69位诺贝尔奖得主和该校存在某种程度的关联。根据普林斯顿大学的标准，这些人包括曾在该校就读的学生，或是获奖时是该校雇员，还可以是在该校聘用期间从事了导致最终获奖的研究。曾担任普林斯顿大学校长的美国前总统伍德罗·威尔逊于1919年获诺贝尔和平奖，是与该校相关的首位诺贝尔奖得主。还有十位普林斯顿大学的诺贝尔奖得主一起分享了五座奖项，分别是：詹姆斯·克罗宁和瓦尔·菲奇一起获得1980年诺贝尔物理学奖，拉塞尔·赫尔斯和约瑟夫·泰勒一起赢得了1993年诺贝尔物理学奖，戴维·格娄斯和弗朗克·韦尔切克一起获得了2004年诺贝尔物理学奖，托马斯·萨金特和克里斯托弗·西姆斯赢得了2011年诺贝尔经济学奖。所有普林斯顿大学诺贝尔奖得主中有18位是获物理学奖，超过其它任何奖项，艾丝特·杜芙若和阿巴希·巴纳吉赢得了2019年的诺贝尔经济学奖。有27位获奖者是该校教师，12位在该校获得了哲学博士学位，另外伍德罗·威尔逊、尤金·奥尼尔、盖瑞·贝克、迈克尔·斯彭斯、弗朗西斯·阿诺德和玛丽亚·雷萨曾是该校的本科生。

## 获奖者
| 年份 | 形象 | 得主                                                                    | 关系                                             | 奖项         | 获奖原因                                                                           |
| ---- | ---- | ----------------------------------------------------------------------- | ------------------------------------------------ | ------------ | ---------------------------------------------------------------------------------- |
| 1919 |      | 伍德罗·威尔逊                                                           | 1879届校友，大学教师和名誉校长                   | 和平         | 第28任美国总统，在国际联盟的建立上起到了至关重要的作用                             |
| 1927 |      | 阿瑟·康普顿 （与查尔斯·威耳逊一起获奖）                                 | 1916年获哲学博士学位                             | 物理学       | “发现以他命名的效应”                                                               |
| 1936 |      | 尤金·奥尼尔                                                             | 1910届校友                                       | 文学         | “由于他剧作中所表现的力量、热忱与深挚的感情——它们完全符合悲剧的原始概念”           |
| 1937 |      | 克林顿·戴维孙 （与乔治·汤姆孙一起获奖）                                 | 1911年获哲学博士学位                             | 物理学       | “他们有关晶体电子衍射的实验发现”                                                   |
| 1951 |      | 埃德温·麦克米伦 （与格伦·西奥多·西博格一起获奖）                        | 1933年获哲学博士学位                             | 化学         | “发现超铀元素”                                                                     |
| 1956 |      | 约翰·巴丁 （与威廉·肖克利和沃尔特·布喇顿一起获奖）                      | 1936年获哲学博士学位                             | 物理学       | “他们对半导体的研究和发现晶体管效应”                                               |
| 1961 |      | 罗伯特·霍夫施塔特 （与鲁道夫·穆斯堡尔一起获奖）                         | 1938年获哲学博士学位                             | 物理学       | “奖励他对原子核中电子散射的先驱性研究，以及因此达成有关核子结构的研究发现”         |
| 1963 |      | 尤金·维格纳                                                             | 数学物理托马斯·琼斯教授                          | 物理学       | “他对原子核和基本粒子理论的贡献，特别是对基础的对称性原理的发现和应用”             |
| 1965 |      | 理查德·费曼 （与朝永振一郎和朱利安·施温格一起获奖）                     | 1942年获哲学博士学位                             | 物理学       | “他们在量子电动力学方面的基础性工作，这些工作对粒子物理学产生深远影响”             |
| 1977 |      | 菲利普·安德森 （与内维尔·莫特和约翰·凡扶累克一起获奖）                  | 物理学约瑟夫·亨利教授                            | 物理学       | “对磁性和无序体系电子结构的基础性理论研究”                                         |
| 1978 |      | 阿诺·彭齐亚斯 （与彼得·列昂尼多维奇·卡皮察和罗伯特·威尔逊一起获奖）     | 教授级客座讲师                                   | 物理学       | “发现宇宙微波背景辐射”                                                             |
| 1979 |      | 威廉·阿瑟·刘易斯 （与西奥多·舒尔茨一起获奖）                            | 政治经济学詹姆斯·麦迪逊教授                      | 经济学       | “在经济发展方面做出了开创性研究，深入研究了发展中国家在发展经济中应特别考虑的问题” |
| 1979 |      | 史蒂文·温伯格 （与谢尔登·格拉肖和阿卜杜勒·萨拉姆一起获奖）              | 1957年获哲学博士学位                             | 物理学       | “对基本粒子间弱相互作用和电磁相互作用的统一理论，以及对弱中性流的预言所做出的贡献” |
| 1980 |      | 詹姆斯·克罗宁 （与瓦尔·菲奇一起获奖）                                   | 物理学教授                                       | 物理学       | “发现中性K介子衰变时存在对称破坏”                                                  |
| 1980 |      | 瓦尔·菲奇 （与詹姆斯·克罗宁一起获奖）                                   | 物理学福格·布莱克特教授                          | 物理学       | “发现中性K介子衰变时存在对称破坏”                                                  |
| 1992 |      | 盖瑞·贝克                                                               | 1951届校友                                       | 经济学       | “将微观经济学的理论扩展到对于人类行为的分析上，包括非市场经济行为”                 |
| 1993 |      | 托妮·莫里森                                                             | 人文学罗伯特·F·戈辛教授                          | 文学         | “其作品想象力丰富,富有诗意，显示了美国现实生活的重要方面”                          |
| 1993 |      | 拉塞尔·赫尔斯 （与约瑟夫·泰勒一起获奖）                                 | 普林斯顿等离子体物理实验室首席研究物理学家       | 物理学       | “发现新一类脉冲星，该发现开发了研究引力新的可能性”                                 |
| 1993 |      | 约瑟夫·泰勒 （与拉塞尔·赫尔斯一起获奖）                                 | 詹姆斯··麦克唐纳特聘物理系大学教授               | 物理学       | “发现新一类脉冲星，该发现开发了研究引力新的可能性”                                 |
| 1994 |      | 约翰·福布斯·纳什 （与约翰·夏仙义和赖因哈德·泽尔腾一起获奖）             | 1950年获哲学博士学位，高级研究数学家             | 经济学       | “在非合作博弈的均衡分析理论方面做出了开创性的贡献，对博弈论和经济学产生了重大影响” |
| 1995 |      | 艾瑞克·威斯乔斯 （与爱德华·B·路易斯和克里斯汀·纽斯林-沃尔哈德一起获奖） | 分子生物学施贵宝教授                             | 生理学或医学 | “发现早期胚胎发育中的遗传调控机理”                                                 |
| 1996 |      | 理查德·斯莫利 （与罗伯特·柯尔和哈罗德·克罗托一起获奖）                  | 1974年获哲学博士学位                             | 化学         | “发现富勒烯”                                                                       |
| 1998 |      | 崔琦 （与罗伯特·劳夫林和霍斯特·施特默一起获奖）                         | 电气工程学亚瑟·罗格朗·多蒂教授                   | 物理学       | “发现一种有分数电荷激发态的新型量子液体”                                           |
| 2000 |      | 詹姆斯·赫克曼 （与丹尼尔·麦克法登一起获奖）                             | 1968年获文学硕士学位，1971年获哲学博士学位       | 经济学       | 在微观计量经济学领域“发展了个体和家庭行为实证分析的理论和方法”                     |
| 2001 |      | 迈克尔·斯彭斯 （与乔治·阿克洛夫和约瑟夫·斯蒂格利茨一起获奖）            | 1966届校友                                       | 经济学       | “他们对市场信息不对称所进行的分析”                                                 |
| 2002 |      | 丹尼尔·卡内曼 （与弗农·史密斯一起获奖）                                 | 心理学尤金·希金斯教授兼公共事务学教授            | 经济学       | “把心理学分析法与经济学研究结合在一起，为创立一个新的经济学研究领域奠定了基础”     |
| 2004 |      | 戴维·格娄斯 （与休·波利策和弗朗克·韦尔切克一起获奖）                    | 数理物理学名誉托马斯·琼斯教授                    | 物理学       | “发现强相互作用理论中的渐近自由”                                                   |
| 2004 |      | 弗朗克·韦尔切克 （与戴维·格娄斯和休·波利策一起获奖）                    | 1975年获哲学博士学位                             | 物理学       | “发现强相互作用理论中的渐近自由”                                                   |
| 2007 |      | 埃里克·马斯金 （与里奥尼德·赫维克兹和罗杰·梅尔森一起获奖）              | 经济学教授级客座讲师                             | 经济学       | “奠定了机制设计理论的基础”                                                         |
| 2008 |      | 下村脩 （与马丁·查尔菲和钱永健一起获奖）                                | 生物学副研究员                                   | 化学         | “发现和改造绿色荧光蛋白”                                                           |
| 2008 |      | 保罗·克鲁格曼                                                           | 经济和国际事务学教授                             | 经济学       | “对经济活动的贸易模式和区域的分析”                                                 |
| 2010 |      | 马里奥·巴尔加斯·略萨                                                    | 拉丁美洲研究客座教授                             | 文学         | “因他对权力结构描绘，以及他那反抗、起义、失败的犀利印象”                           |
| 2011 |      | 托马斯·萨金特 （与克里斯托弗·西姆斯一起获奖）                           | 经济学客座教授                                   | 经济学       | “在宏观经济学中对成因及其影响的实证研究”                                           |
| 2011 |      | 克里斯托弗·西姆斯 （与托马斯·萨金特一起获奖）                           | 经济学哈罗德·B·赫尔姆斯教授                      | 经济学       | “在宏观经济学中对成因及其影响的实证研究”                                           |
| 2012 |      | 劳埃德·沙普利 （与阿尔文·罗思一起获奖）                                 | 1953年获哲学博士学位                             | 经济学       | “创建稳定分配理论，并进行市场设计的实践”                                           |
| 2013 |      | 詹姆斯·罗思曼 （与兰迪·谢克曼和托马斯·聚德霍夫一起获奖）                | 分子生物学施贵宝教授                             | 生理学或医学 | “发现了细胞囊泡输运的运行与调节机制”                                               |
| 2015 |      | 阿瑟·麦克唐纳 （与梶田隆章一起获奖）                                    | 物理学教授                                       | 物理学       | “发现中微子震荡，以此证明中微子有质量”                                             |
| 2015 |      | 托马斯·林达尔 （与保罗·莫德里奇和阿齐兹·桑贾尔一起获奖）                | 博士后研究员                                     | 化学         | “在DNA修复细胞机制方面的研究”                                                      |
| 2015 |      | 安格斯·迪顿                                                             | 经济和国际事务德怀特·艾森豪威尔教授              | 经济学       | “对消费、贫困和福利的分析”                                                         |
| 2016 |      | 奥利弗·哈特 （与本特·霍尔姆斯特伦一起获奖）                             | 1974年获哲学博士学位                             | 经济学       | “对契约理论的贡献”                                                                 |
| 2016 |      | 邓肯·霍尔丹 （与戴维·索利斯和约翰·科斯特利茨一起获奖）                  | 尤金·希金斯物理学教授                            | 物理学       | “在物质的拓扑相变和拓扑相领域的理论性发现”                                         |
| 2017 |      | 莱纳·魏斯 （与巴里·巴里什和基普·索恩一起获奖）                          | 博士后研究员                                     | 物理学       | “对激光干涉引力波天文台探测器及引力波探测的决定性贡献”                             |
| 2017 |      | 基普·索恩 （与巴里·巴里什和莱纳·魏斯一起获奖）                          | 1965年获哲学博士学位，博士后研究员               | 物理学       | “对激光干涉引力波天文台探测器及引力波探测的决定性贡献”                             |
| 2018 |      | 弗朗西斯·阿诺德 （与格雷格·温特和乔治·史密斯一起获奖）                  | 1979届校友，理学士                               | 生理学或医学 | “研制出肽和抗体的噬菌体展示技术”                                                   |
| 2018 |      | 唐娜·斯特里克兰 （与阿瑟·阿什金和热拉尔·穆鲁一起获奖）                  | 1992年至1997年任光子与光电材料先进技术中心研究员 | 物理学       | “在激光物理领域的突破性发明”                                                       |
| 2019 |      | 艾丝特·杜芙若 （与阿巴希·巴纳吉和迈克尔·克雷默一起获奖）                | 2001年至2002年任访问学者                         | 经济学       | “在减轻全球贫困方面的实验性做法”                                                   |
| 2019 |      | 阿巴希·巴纳吉 （与艾丝特·杜芙若和迈克尔·克雷默一起获奖）                | 1988年至1992年任助理教授                         | 经济学       | “在减轻全球贫困方面的实验性做法”                                                   |
| 2020 |      | 羅傑·潘洛斯 （与赖因哈德·根策尔和安德烈娅·盖兹一起获奖）                | 研究员、访问研究员                               | 物理学       | “发现黑洞的形成是广义相对论的确凿预测”                                             |
| 2021 |      | 戴维·麦克米伦 （与本亞明·利斯特一起获奖）                               | 2010年至2015年任化学系系主任                     | 化学         | “開發出有機不對稱催化”                                                             |
| 2021 |      | 玛丽亚·雷萨 （与德米特里·穆拉托夫一起获奖）                             | 1986届校友                                       | 和平         | “为维护民主与持久和平的先决条件——言论自由所做的努力”                               |
| 2021 |      | 戴维·卡德 （与乔舒亚·安格里斯特和吉多·因本斯一起获奖）                  | 1983年获哲学博士、1983年至1997年留校任教         | 经济学       | “对劳动经济学的实证贡献”                                                           |
| 2021 |      | 約書亞·D·安格里斯特 （与戴维·卡德和吉多·因本斯一起获奖）                | 1989年获哲学博士                                 | 经济学       | “对劳动经济学的实证贡献”                                                           |